# コピヨー (レーダー)
コピヨー（ロシア語: Копье）はロシア連邦のファゾトロン-NIIRが開発した小型のパルス・ドップラー・レーダーおよびパッシブ・フェーズドアレイ・レーダーである。コピヨーはロシア語で槍を意味する。型式はFK-04。

## 概要
コピヨーはフォゾトロンがプライベートベンチャーで開発した最初のレーダーである。ファゾトロンはジュークレーダー用に開発された技術を元にMiG-21のような旧式の航空機のアップグレードや練習機・軽攻撃機に搭載するレーダーとしてコピヨーを開発した。
コピヨーは、Xバンド帯域で16の異なる周波数で動作する。アンテナは直径が500mm、FB比29デシベルのスロットアレイで、雑音指数4デシベルの受信機を2つ装備し出力は最大5kW、平均1kWである。処理にはMPSデータプロセッサおよびTS175デジタルコンピュータを用いる。
レーダー方式は、コヒーレント・パルス・ドップラー・レーダーと呼ばれる方式である。目標の最適な検出および追跡のためにパルス繰り返し周波数（PRF）は、高・中・低の3つに分かれており、高PRFモードはルックダウンおよび高クラッター環境での捜索、低PRFモードはルックダウンでの測距および全周捜索に使用される。グランドマッピングモードとしては低解像度のリアルビーム、中解像度のドップラービームシャープニング（精度10：1）、高解像度の合成開口（精度100：1）の3種類が用意される。そのほか、地上移動目標識別・追尾（GMTI/GMTT）や海上目標追尾などのモードを有する。
探知能力は、レーダー反射断面積が3ｍ2の相手に対して45km、ヘッドオンで57km、追尾時に25-30kmで、捜索中追尾（TWS）モード時に10目標を探知して2目標を追尾できる。マッピング時の分解能は低解像度時かつ80kmの距離からで300x300m、中解像度かつ60kmの距離からで30x30m、高解像度時かつ60kmの距離からで10x5mである。
ミサイル（R-27、R-73、R-77、Kh-31Aを含む）や航空機関砲、ロケット弾、爆弾の管制が可能である。

## 派生型
コピヨー21I
MiG-21-93に搭載されたタイプ。
コマール
Su-22向けにアジマス方向へのスキャン範囲を±60度としたモデル。FC-1に重量105kgのものが提案された。
コピヨー25（N027）
Su-39向けでポッド内に収められている。
コピヨー29
インド空軍が運用するMiG-29の迅速かつ安価なアップグレードのための提案されたモデル。
コピヨーM
再プログラム可能なTS501FデータプロセッサーとTS181Fデジタルコンピュータの採用により大幅に近代化したモデル。
重量は90kg、体積は230dm3に減少し、平均故障間隔は200時間に増加した。データ処理能力の向上で探知距離は75km、追尾距離は56kmとなった。合成開口モードの解像度も3x3mに改善されている。そのほか、レイドアセスメント、新しい広角近接戦闘モードが新たに追加された。Yak-130にオサとの選択式で搭載可能。
コピヨー25M
コピヨーMをSu-25SM/UBM向けにコピヨー25と同様のアプローチでポッド内に装備したもの。探知距離が20%増加し、地上の監視機能が強化されている。
コピヨーShch
2005年に公開されたコピヨーMのYak-130向け改良型で空中目標を80km、複数の地上目標に関して25km、小さなスタンドアローンの海上目標に関して150kmである。
コピヨーF（ファラオン）
アンテナを雑音指数28デシベルのパッシブ・フェーズドアレイ・アンテナ（PESA）にしたモデル。MiG-21MF、MiG-21bis、Su-22、Su-25、Yak-130、MiG-ATに装備するために開発された。
PESAアンテナには従来の線状型でなく非等間隔型を採用して1/5にコストを抑えている。PESA化により電子妨害に対する耐性が向上し、低被探知の動作モードも追加された。進行波管（TWT）型の送信機は、搭載航空機に応じて1,000W、400W、150Wより選択可能である。
Su-34やSu-35/37、Su-33UBなどの尾部に搭載する後方探知レーダーとしても提案が行われていた。
ファラオン-M
ファラオンの改良型で最新のデジタル技術やソリッドステート化で重量を45kgまで減少させている。

## 仕様
出典
|                              | コピヨー                           | コピヨー21I                               | コピヨー25        | コピヨーM                              | コピヨーF                                 |
| 周波数                       | Xバンド                            | Xバンド                                   | Xバンド           | Xバンド                                | Xバンド                                   |
| アンテナ形式                 | スロットアンテナ                   | スロットアンテナ                          | スロットアンテナ  | スロットアンテナ                       | PESA                                      |
| 平均送信出力                 | 1kW                                | 1kW                                       | 1kW               | 1kW                                    | 0.3kW                                     |
|                              | 5kW                                | 5kW                                       | 5kW               | 5kW                                    | 3kW                                       |
| 方位角                       | ±40                                | ±40                                       | ±40               | ±60                                    | ±70                                       |
| 仰俯角                       | ±40                                | ±40                                       | ±40               | ＋60...-40                             | ±70                                       |
| 探知距離                     | 57km                               | 57km                                      | 70km              | 80km                                   | 75km（ルックアップ） 30km（ルックダウン） |
| 探知距離                     | 20-30km                            | 30km（ルックアップ） 25km（ルックダウン） | 35km              | 40km                                   | 30km（ルックアップ） 20km（ルックダウン） |
| 装甲車・戦車に対する探知距離 | 20km（移動車列）                   | 20km                                      | 25-30km（車列）   | 25km                                   | 20km（移動中）                            |
| 鉄道橋に対する探知距離       | 100km                              | 80km                                      |                   | 100km                                  | 80km                                      |
| 艦船に関する探知距離         | 80km（ミサイル艇） 200km（駆逐艦） | 100km（モーターボート） 200km（駆逐艦）   | 75km（RCS 300m2） | 80km（モーターボート） 150km（駆逐艦） | 100km（ミサイル艇） 200km（駆逐艦）       |
| 探知数                       | 10                                 | 8                                         | 10                | 10                                     | 20                                        |
| 追尾数                       | 2                                  | 2                                         | 2                 | 2                                      | 4                                         |
| 重量                         | 120kg                              | 100kg                                     | 85kg              | 90kg                                   | 75kg                                      |
| 体積                         | 250dm3                             |                                           |                   | 230dm3                                 | 165dm3                                    |
| アンテナ直径                 | 500mm                              | 500mm                                     | 500mm             | 500mm                                  | 440mm                                     |
| 平均故障間隔                 | 120時間                            |                                           |                   | 200時間                                | 200時間                                   |